# تیت تریک
تیت تریک (استونیایی: Tiit Terik؛ زادهٔ ۱۵ ژوئن ۱۹۷۹) سیاست‌مدار اهل استونی است. وی در  ۸ نوامبر ۲۰۲۱ به‌عنوان وزیر فرهنگ استونی انتخاب شده‌است.